# Fist of Jesus
Fist of Jesus è un cortometraggio del 2012 diretto da David Muñoz e Adrián Cardona. 
Il film spagnolo, di genere splatter e commedia parla di Gesù in un'apocalisse zombie.

## Trama
Durante un sermone, Gesù viene a sapere da Giacomo che suo figlio Lazzaro di Betania è morto. Gesù promette a Giacomo di resuscitarlo. Lazzaro ritorna in vita, ma come zombie, e attacca Giacobbe e Gesù, con quest'ultimo che riesce a fuggire per un pelo. L'epidemia zombie si diffonde rapidamente, e Gesù corre dal suo amico Giuda Iscariota per combattere i morti viventi insieme a lui. Armati di pesci, i due combattono insieme contro orde di zombie, di cui ora fanno parte anche i soldati dell'esercito romano e una banda di cowboy e possono finalmente sconfiggerli in una sanguinosa battaglia.

## Produzione
David Muñoz e Adrián Cardona, i registi del film, pianificavano inizialmente di realizzare un lungometraggio intitolato Once Upon a Time in Jerusalem, per il quale Fist of Jesus sarebbe servito da teaser insieme agli altri cortometraggi della serie, quali The Blind Man, Healings, Canan Weddings, The first miracle, Jesus walks on Water e Joshua and the Fist of Jesus DVD. Nonostante ciò, una campagna di crowdfunding lanciata per la realizzazione del lungometraggio non riuscì a raccogliere abbastanza budget per la realizzazione del film, e il progetto venne sospeso.

## Distribuzione
Il DVD del cortometraggio contiene il cortometraggio stesso, un trailer del progetto cancellato Once Upon a Time in Jerusalem, alcune scene cancellate o sbagliate, e un making of del progetto.
Il 30 aprile 2015 in Austria la Illusions Unltd. Films ha pubblicato Fist of Jesus nella sua versione doppiata in lingua tedesca in DVD e Blu-ray Disc.

## Accoglienza
Fist of Jesus è stato accolto prevalentemente in maniera positiva.
Adrian Halen di HNN Horrornews.net ha parlato positivamente del film: «Ottimi effetti speciali e parti gore rendono questo sorprendente film estremamente divertente e disgustoso allo stesso tempo. [...] David Muñoz e il suo team sanno come fare a pezzi i cadaveri con un grande lavoro visivo, mantenendo vive e stravaganti le scene d'azione».
Peter Osteried giudica sul sito tedesco gamona.de: «Questo film è veloce, spacca e non c'è un secondo di pausa». Il sito schnittberichte.com apostrofa il film come «splatter leggermente amatoriale [...] in cui i fan ottengono qualcosa del valore di ciò che hanno pagato». L'editore di GIGA Leo Schmidt recensisce Fist of Jesus come: « [...] ultra brutale [...] ma bel film trash».

## Riconoscimenti
Fist of Jesus è stato proiettato in numerosi festival cinematografici internazionali di cinema fantastico, trash e di cortometraggi e ha ricevuto più di settanta premi, inclusi premi della giuria e del pubblico e premi per il miglior film e i migliori effetti speciali. David Muñoz e Adrián Cardona sono stati nominati al Grand Prize for Short Film al Bucheon International Fantastic Film Festival del 2013.
Il poster di Fist of Jesus è ispirato a quello del film commedia dei Monty Python Brian di Nazareth e ha ricevuto un CinEuphoria Award nel 2014.

## Opere derivate
Nell'ottobre del 2014, KISS ltd. ha rilasciato un videogioco per Microsoft Windows basato sul cortometraggio, intitolato Fist of Jesus - The Bloody Gospel of Judas. In questo gioco dallo stile cartoon, sviluppato da Mutant Games, Gesù e Giuda devono combattere zombie in 60 livelli. Il gioco non è più disponibile.